# Thalasoterapia
Thalasoterapia este un film documentar românesc de scurtmetraj din 1988 regizat de David Reu.

## Prezentare
Documentează oportunitățile de talasoterapie oferite de litoralul românesc al Mării Negre.